# Рогачёво (Сергиево-Посадский район)
Рогачёво — деревня в Сергиево-Посадском районе Московской области России, входит в состав городского поселения Краснозаводск.

## Население
| 1859 | 1886 | 1895 | 1905 | 1926 | 2002 | 2006 | 2010 |
| ---- | ---- | ---- | ---- | ---- | ---- | ---- | ---- |
| 173  | ↗182 | ↘168 | ↘160 | ↗263 | ↘47  | ↘45  | ↗188 |

## География
Деревня Рогачёво расположена на севере Московской области, в восточной части Сергиево-Посадского района, примерно в 67 км к северу от Московской кольцевой автодороги и 14 км к северо-востоку от станции Сергиев Посад Ярославского направления Московской железной дороги.
В 4,5 км восточнее деревни проходит Ярославское шоссе М8, в 7 км к юго-западу — Московское большое кольцо А108, в 38 км к западу — автодорога Р112. Ближайшие населённые пункты — деревни Игнатьево и Семёнково, сёла Бужаниново и Сватково.
Связана автобусным сообщением с городами Краснозаводском, Пересветом и Сергиевым Посадом (маршруты № 27, 56, 118).

## История
В «Списке населённых мест» 1862 года — казённая деревня 2-го стана Александровского уезда Владимирской губернии на Ярославском шоссе от границы Дмитровского уезда к Переяславскому, в 25 верстах от уездного города и 28 верстах от становой квартиры, при пруде, с 28 дворами и 173 жителями (77 мужчин, 96 женщин).
По данным на 1895 год — центр Рогачёвской волости Александровского уезда с 168 жителями (82 мужчины, 86 женщин). Основным промыслом населения являлось хлебопашество, в зимнее время женщины и подростки занимались размоткой шёлка и клеением гильз, 39 человек уезжали в качестве фабричных рабочих на отхожий промысел на фабрики и заводы Александровского уезда.
По материалам Всесоюзной переписи населения 1926 года — центр Рогачёвского сельсовета Рогачёвской волости Сергиевского уезда Московской губернии в 18,1 км от станции Сергиево Северной железной дороги; проживало 263 человека (130 мужчин, 133 женщины), насчитывалось 52 хозяйства (49 крестьянских).
С 1929 года — населённый пункт Московской области в составе:
- Сватковского сельсовета Сергиевского района (1929—1930)[14],
- Сватковского сельсовета Загорского района (1930—1954)[15],
- Наугольновского сельсовета Загорского района (1954—1963, 1965—1991)[15][16][17],
- Наугольновского сельсовета Мытищинского укрупнённого сельского района (1963—1965)[16],
- Наугольновского сельсовета Сергиево-Посадского района (1991—1994)[17],
- Наугольновского сельского округа Сергиево-Посадского района (1994—2006)[18],
- городского поселения Краснозаводск Сергиево-Посадского района (2006 — н. в.)[19][20].

## Известные уроженцы
- Разин Сергей Степанович (1906—1992) — советский военный, лейтенант, участник вооружённого конфликта на Китайско-Восточной железной дороге и Великой Отечественной войны, Герой Советского Союза (1943).